# 糖蜜
糖蜜（とうみつ）とは、以下に列記されるものをさす。
1. 糖分を含んだ液体。シロップ（英語: syrup）。糖蜜。
2. 粗糖などの原料から白い砂糖を精製する時に現れる黒い副産物。モラセス（英語: molasses、英語: black treacle）。廃糖蜜。

すべてを含めて「糖蜜」と総称されることが多いが、本項では精糖や料理で一次的に用いるものを糖蜜、食品工業で二次的に用いるものを廃糖蜜として記す。

## 糖蜜
糖蜜は糖分を含んだ液体のことであるが、以下のものが狭義の糖蜜を意味することが多い。
精糖に用いるもの
サトウキビなどの原料糖から不純物を取り除いた液体（糖液）。液体を結晶させて氷砂糖や上白糖などを作る時に用いられる。なお主に氷砂糖を作るときに用いられる糖度の高いものは、日本食品標準成分表などでは「氷糖みつ」と記されている。
料理に用いるもの
砂糖を熱するか、水に砂糖のみを混入して粘状液にしたものであり、味付けの砂糖替わりとして食材に絡めるだけでなく、食材の表面に塗りつけて「つやだし」に用いたり、みつまめの「白蜜」などとして用いたり、加熱沸騰させて焦がしカラメルの原料に用いたりする。
醸造に用いるもの
糖液と呼ばれることが多い。本格焼酎（単式蒸留焼酎、焼酎乙類）の一種である奄美黒糖焼酎は、現在黒砂糖に水を加え、蒸気で熱して溶解して液体とし、米麹に加えて発酵させた後、蒸留して作る方法が主である。
なお、サトウキビの絞り汁を直接醸造原料とする蒸留酒として、ブラジルのカシャッサ（ピンガ）がある。

## 廃糖蜜
黒蜜も参照の事。
廃糖蜜（はいとうみつ）は、砂糖を精製する時に発生する、糖分以外の成分も含んだ粘状で黒褐色の液体であり、英語ではモラセスまたはモラッセス（Molasses [məˈlæsɨz]、black treacle）と記す。日本では廃糖蜜という呼び方に抵抗感があるため、単に糖蜜、あるいはモラセスと外来語表記する場合も多い。
廃糖蜜は精糖の副産物であり、主に以下の状況から発生する。
サトウキビを精製した時
サトウキビから精糖を行う場合は生産地において、ある程度精製して廃糖蜜を分離しているが、これは残った糖分を固体の粗糖にしてから輸送を行うためである。
テンサイを精製した時
テンサイから精糖を行う場合は、初期段階から高度な精製が必要なため、テンサイから出る廃糖蜜は全体量から見ても少なく、糖分はほぼ取り尽くされ特有の臭いなどがある。
精糖を繰り返して限界まで糖分を精製した時
精製糖廃糖蜜ともいい、上述の糖蜜から三温糖を製造した後のものである。糖分を結晶させられなかった残りであり、精糖時に焦げて生じた灰分（カラメル）などで黒褐色となっている。
廃糖蜜は食品廃材の一種ではあるが、サトウキビなどから得られたものは糖分などをまだ6割前後含んでいることから、そのまま甘味料として（砂糖が貴重品だった時代に多用された）、またうま味調味料（グルタミン酸の生成）やアルコール（工業用エタノール、ラム酒、日本や韓国の連続式蒸留焼酎（焼酎甲類）など）、医薬品製造（リシン、抗生物質、リパーゼ、デキストランなど）、健康食品原料（オルニチンなど）の製造などの発酵工業の原料（主原料または補助原料）として用いられる需要があり、砂糖の生産地で発生する大量の廃糖蜜は、工業原料として地元で消費されたり輸出されることが多い。サトウキビの廃糖蜜は、今でもカナダの海洋諸州（ニューブランズウィック州、ノヴァスコシア州、プリンスエドワードアイランド州、ニューファンドランド島）やアメリカ合衆国のニューイングランド地方など、アメリカ州における三角貿易のかつての中継地点でよく消費されている。
サトウキビを手工業的な方法で製糖した場合（和三盆など）、
廃糖蜜にサトウキビ由来の糖分やミネラル分が多く残されることから、黒砂糖の成分を濃縮した自然食品として販売している企業もあり、サトウキビ液を直接加熱濃縮したものと同じようなものとして販売されている。
なお食料品の原材料名に「糖蜜」と記されているものは、この項における廃糖蜜のことであり、黒砂糖などを用いている食品に使用されていることが多く、黒砂糖自体にも混入させて加工しているものもある（焚黒糖という）。